# Itterbeck
Itterbeck község Németországban, Alsó-Szászországban, Bentheim-Grafschaft járásban. Lakosainak száma 1720 fő (2023. december 31.).

## Földrajza
Itterbeck Hardenberg, Getelo és Wilsum községekkel határos.